# Eristalinus punctulatus
Eristalinus punctulatus är en tvåvingeart som först beskrevs av Macquart 1847.  Eristalinus punctulatus ingår i släktet slamflugor, och familjen blomflugor. Inga underarter finns listade i Catalogue of Life.

## Bildgalleri

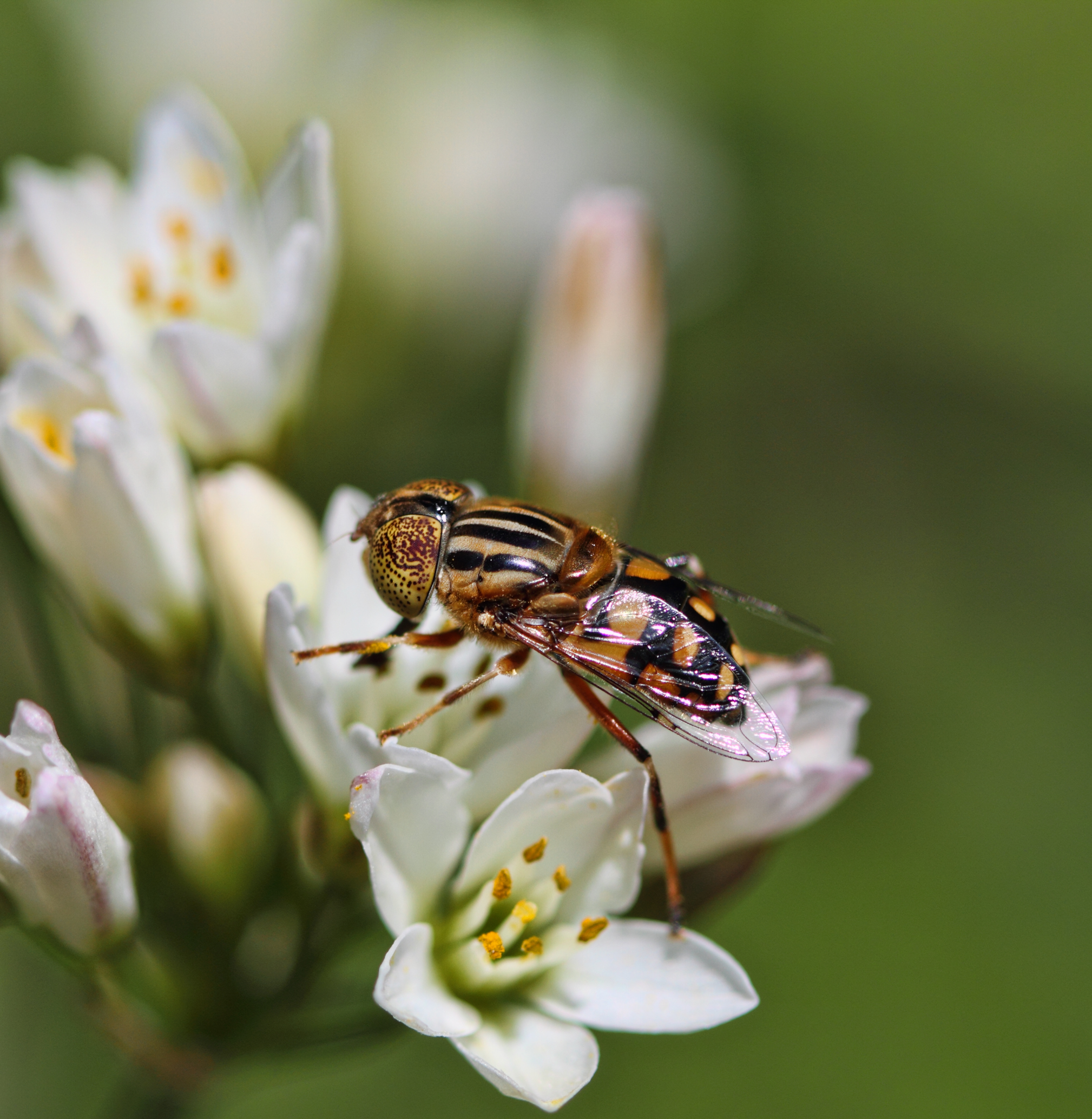
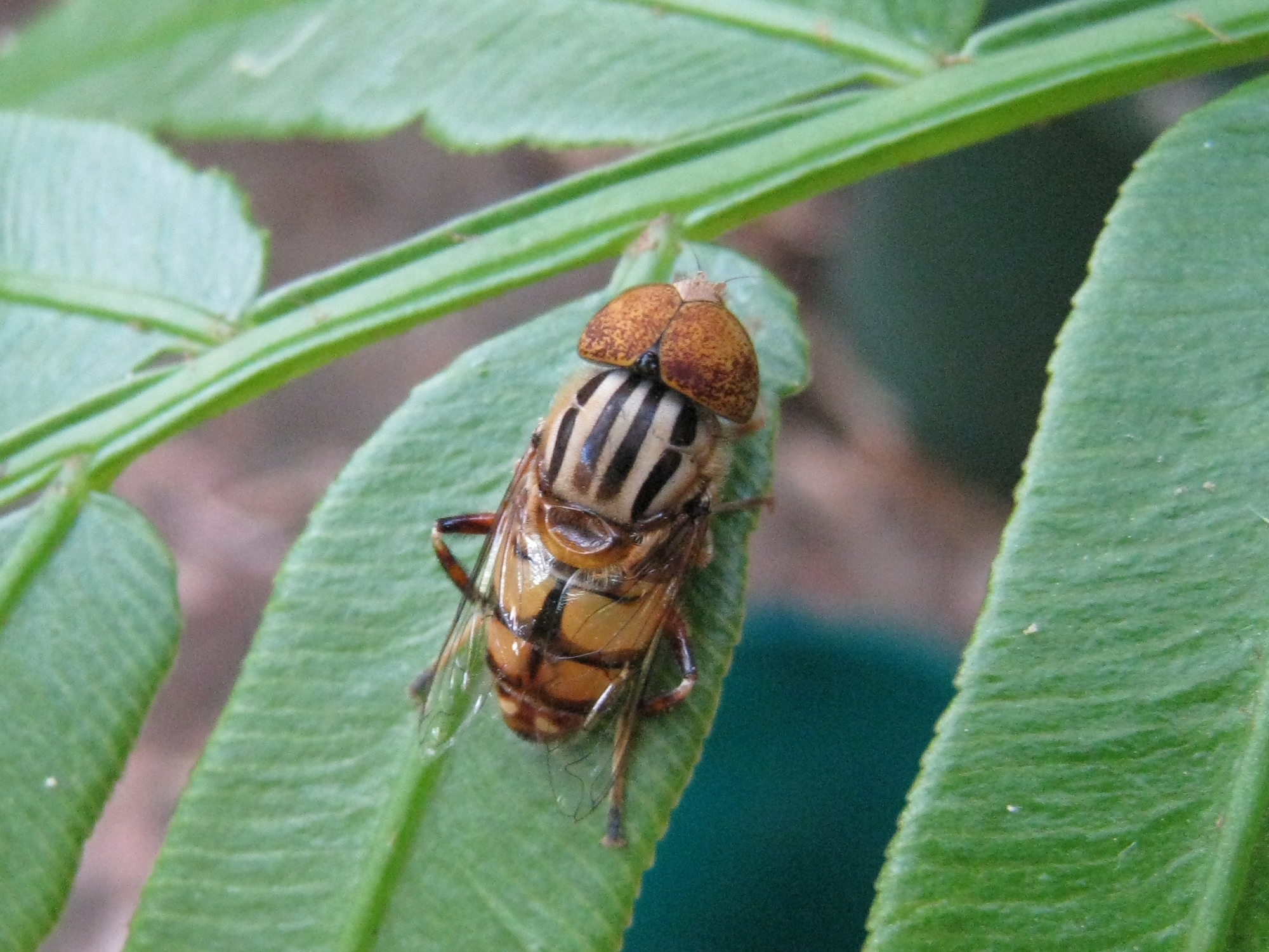
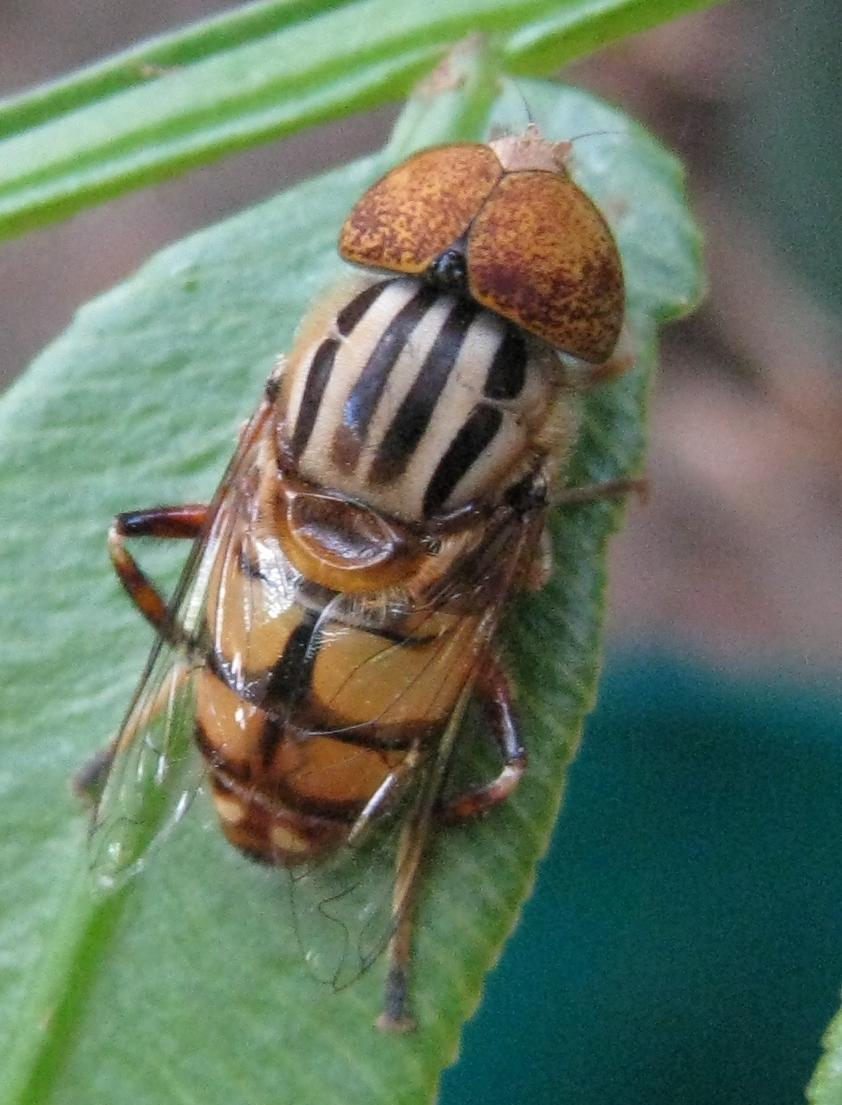
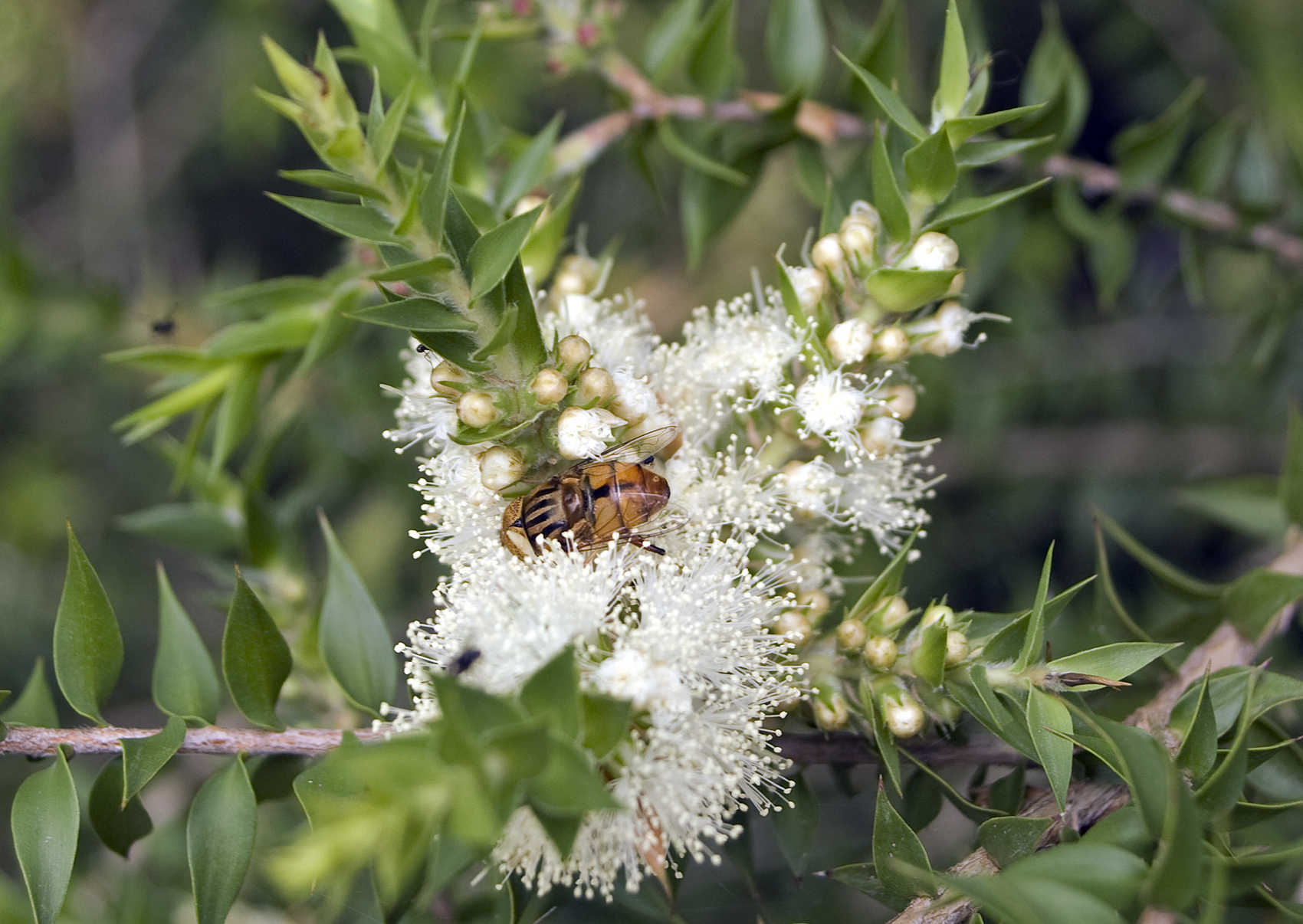